# Chalcostigma heteropogon
Chalcostigma heteropogon е вид птица от семейство Колиброви (Trochilidae). Видът е незастрашен от изчезване.

## Разпространение
Разпространен е в Колумбия и Венецуела.